# Cyrtandra cyathibracteata
Cyrtandra cyathibracteata är en tvåhjärtbladig växtart som beskrevs av Margaret Clark Gillett. Cyrtandra cyathibracteata ingår i släktet Cyrtandra och familjen Gesneriaceae. Inga underarter finns listade i Catalogue of Life.